# 奇普黑麗魚
奇普黑麗魚，為輻鰭魚綱鱸形目隆頭魚亞目慈鯛科的其中一種。被IUCN列為次級保育動物。

## 分布
本魚分布非洲馬拉威湖。

## 特徵
本魚體型修長，體側扁。成年雄魚體色為深藍黑色，魚體中部有銀黑色寬條紋橫貫至尾鰭的基部，另有一道較淺的斑紋位於背鰭下方。雌魚仍保持幼魚軀體上的鮮明黃色和白色黑條紋，雌魚腹鰭和臀鰭呈黃色，前鰭條深色。體長可達12公分。

## 生態
本魚棲息在湖泊岩石區具有沙底質的區域，屬草食性，以藻類為食。

## 經濟利用
為小型的觀賞魚類。